# Graven Images - A Tribute to the Misfits
Graven Images - A Tribute to the Misfits is een compilatiealbum van stonerrockbands onder het label Freebird Records

## Lijst van nummers
| nr. | band              | nummer                  | duur |
| --- | ----------------- | ----------------------- | ---- |
| 1   | Mugwumps          | Horror Hotel            | 2:26 |
| 2   | Fireball Ministry | Cough/Cool              | 2:19 |
| 3   | Freedom Bleeder   | Ghouls Night Out        | 2:54 |
| 4   | Misdemeanor       | Hybrid Moments          | 2:24 |
| 5   | Fatso Jetson      | Devil's Whorehouse      | 3:08 |
| 6   | Sunride           | Children In Heat        | 1:52 |
| 7   | Smoke On Sunshine | Bullet                  | 1:40 |
| 8   | Dozer             | She                     | 2:07 |
| 9   | Conqueror Worm    | Skulls                  | 4:12 |
| 10  | Bongwater.666     | Where Eagles Dare       | 1:54 |
| 11  | Sartana           | Hollywood Babylon       | 3:14 |
| 12  | Nice Cat          | All Hell Breaks Loose   | 2:13 |
| 13  | Bloodwurm         | Some Kinda Hate         | 1:56 |
| 14  | Demon Cleaner     | We Are 138              | 1:34 |
| 15  | The Marilyns      | Who Killed Marilyn?     | 2:07 |
| 16  | Dogma Hollow      | I Turned Into A Martian | 3:00 |
| 17  | Volume            | Die, Die My Darling     | 3:51 |
| 18  | Solace            | We Bite                 | 2:19 |
| 19  | Warhorse          | London Dungeon          | 6:43 |